# Teobaldo Calissano
Teobaldo Calissano (Alba, 28 dicembre 1857 – Cossano Belbo, 21 settembre 1913) è stato un politico italiano.
È stato eletto deputato per il collegio di Alba nella XXI, XXII e XXIII legislatura, difendendo in particolare gli interessi dei viticoltori e dei primi tentativi di proteggere le denominazioni di origine per i vini di qualità.
Fu poi nominato senatore
XXII Legislatura del Regno d'Italia
III Governo Giolitti
Fu Sottosegretario al Ministero delle poste e dei telegrafi, dal 13.07.1909 al 11.12.1909 (III governo Giolitti)
e Sottosegretario al Ministero dell'interno, dal 31.03.1910 al 30.03.1911 (I governo Luzzati]
Fu Ministro delle poste e dei telegrafi del Regno d'Italia nel Governo Giolitti IV.